# Équipe du Chili de football à la Coupe du monde 1962
 (octobre 2024).
Si vous disposez d'ouvrages ou d'articles de référence ou si vous connaissez des sites web de qualité traitant du thème abordé ici, merci de compléter l'article en donnant les références utiles à sa vérifiabilité et en les liant à la section « Notes et références ».
L'équipe du Chili de football accueille sur son sol la Coupe du monde 1962 et termine sur le podium, à la 3e place.

## Matchs de préparation
Le Chili aborde les matchs de préparation par une cinglante défaite face à la France, sur le score de 6-0.

## Compétition

### Phase de groupes
| Classement final |                      |     |   |   |   |   |    |    |      |
|                  | Équipe               | Pts | J | G | N | P | BP | BC | Moy. |
| 1                | Allemagne de l'Ouest | 5   | 3 | 2 | 1 | 0 | 4  | 1  | 4.00 |
| 2                | Chili                | 4   | 3 | 2 | 0 | 1 | 5  | 3  | 1.67 |
| 3                | Italie               | 3   | 3 | 1 | 1 | 1 | 3  | 2  | 1.50 |
| 4                | Suisse               | 0   | 3 | 0 | 0 | 3 | 2  | 8  | 0.25 |

| 30 mai | Chili                | 3 | 1 | Suisse               |
| 31 mai | Italie               | 0 | 0 | Allemagne de l'Ouest |
| 2 juin | Chili                | 2 | 0 | Italie               |
| 3 juin | Allemagne de l'Ouest | 2 | 1 | Suisse               |
| 7 juin | Allemagne de l'Ouest | 2 | 0 | Chili                |
| 8 juin | Italie               | 3 | 0 | Suisse               |

1re journée
| 30 mai 1962                       | Chili                          | 3 - 1   | Suisse      | Estadio Nacional, Santiago                 |                                            |
| 15:00 · Historique des rencontres | Sánchez 44e, 55e · Ramírez 52e | (1 - 1) | Wüthrich 8e | Spectateurs : 65 006 Arbitrage : Ken Aston | Spectateurs : 65 006 Arbitrage : Ken Aston |
| 15:00 · Historique des rencontres | Rapport                        |         |             | Spectateurs : 65 006 Arbitrage : Ken Aston | Spectateurs : 65 006 Arbitrage : Ken Aston |

2e journée
| 2 juin 1962                       | Chili                  | 2 - 0   | Italie | Estadio Nacional, Santiago                 |                                            |
| 15:00 · Historique des rencontres | Ramírez 73e · Toro 87e | (0 - 0) |        | Spectateurs : 66 057 Arbitrage : Ken Aston | Spectateurs : 66 057 Arbitrage : Ken Aston |
| 15:00 · Historique des rencontres | Rapport                |         |        | Spectateurs : 66 057 Arbitrage : Ken Aston | Spectateurs : 66 057 Arbitrage : Ken Aston |

La rencontre Chili-Italie est appelée bataille de Santiago pour son caractère agressif et même sa violence.
3e journée
| 6 juin 1962                       | Allemagne de l'Ouest              | 2 - 0   | Chili | Estadio Nacional, Santiago                    |                                               |
| 15:00 · Historique des rencontres | Szymaniak 21e (pen.) · Seeler 82e | (1 - 0) |       | Spectateurs : 67 224 Arbitrage : Bob Davidson | Spectateurs : 67 224 Arbitrage : Bob Davidson |
| 15:00 · Historique des rencontres | Rapport                           |         |       | Spectateurs : 67 224 Arbitrage : Bob Davidson | Spectateurs : 67 224 Arbitrage : Bob Davidson |

### Quarts de finale contre l'Union soviétique
Le pays hôte se qualifie pour les demi-finales en battant l'URSS, après avoir notamment ouvert le score par un but de Leonel Sanchez.
| 10 juin 1962                      | Chili                   | 2 - 1   | Union soviétique | Estadio Carlos Dittborn, Arica            |                                           |
| 14:30 · Historique des rencontres | Sánchez 11e · Rojas 29e | (2 - 1) | Tchislenko 26e   | Spectateurs : 17 268 Arbitrage : Leo Horn | Spectateurs : 17 268 Arbitrage : Leo Horn |
| 14:30 · Historique des rencontres | Rapport                 |         |                  | Spectateurs : 17 268 Arbitrage : Leo Horn | Spectateurs : 17 268 Arbitrage : Leo Horn |

### La demi-finale contre leBrésil
Le parcours du pays hôte s'arrête en demi-finales face au tenant du titre, malgré deux buts de Leonel Sánchez et Jorge Toro. Deux expulsions ont lieu : celles du Brésilien Garrincha et du Chilien Honorino Landa.
| 13 juin 1962                      | Brésil                                                                                | 4 - 2   | Chili                         | Estadio Nacional, Santiago                                 |                                                            |
| 14:30 · Historique des rencontres | Garrincha 9e · ( Zagallo) Garrincha 32e · ( Garrincha) Vavá 47e · ( Zagallo) Vavá 78e | (2 - 1) | Toro 42e · Sánchez 61e (pen.) | Spectateurs : 76 500 Arbitrage : Arturo Yamasaki Maldonado | Spectateurs : 76 500 Arbitrage : Arturo Yamasaki Maldonado |
| 14:30 · Historique des rencontres | Rapport                                                                               |         |                               | Spectateurs : 76 500 Arbitrage : Arturo Yamasaki Maldonado | Spectateurs : 76 500 Arbitrage : Arturo Yamasaki Maldonado |

### Le match pour la3eplace
Le Chili remporte la médaille de bronze en prenant le meilleur sur la Yougoslavie, sur un but d'Eladio Rojas à la dernière minute du temps réglementaire.
| 16 juin 1962                      | Chili     | 1 - 0   | Yougoslavie | Estadio Nacional, Santiago                              |                                                         |
| 14:30 · Historique des rencontres | Rojas 90e | (0 - 0) |             | Spectateurs : 67 000 Arbitrage : Juan Gardeazábal Garay | Spectateurs : 67 000 Arbitrage : Juan Gardeazábal Garay |
| 14:30 · Historique des rencontres | Rapport   |         |             | Spectateurs : 67 000 Arbitrage : Juan Gardeazábal Garay | Spectateurs : 67 000 Arbitrage : Juan Gardeazábal Garay |